# For You (альбом Принса)
| Оценки критиков               | Оценки критиков |
| Источник                      | Оценка          |
| ----------------------------- | --------------- |
| AllMusic                      | [ 1 ]           |
| Blender                       | [ 3 ]           |
| Christgau's Record Guide      | B–              |
| Entertainment Weekly          | B–              |
| The Guardian                  | [ 5 ]           |
| MusicHound                    | 2.5/5           |
| The Rolling Stone Album Guide | [ 7 ]           |
| Yahoo! Music                  | (favorable)     |

For You (с англ. — «Для вас») — дебютный студийный альбом американского певца и композитора Принса, выпущенный в 1978 году. Сочинён, сыгран и спродюсирован самим Принсом.

## Об альбоме

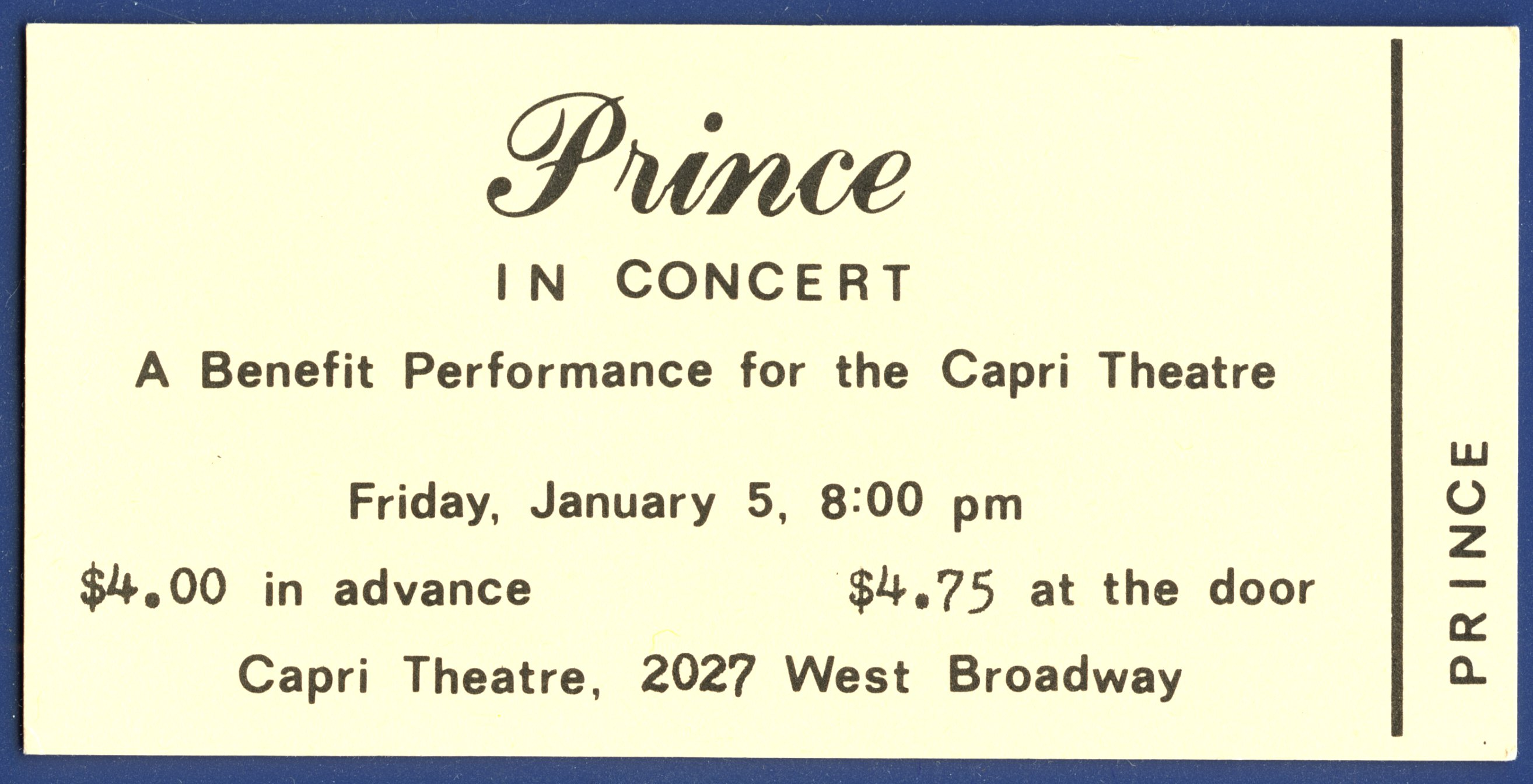
Билет на первый концерт Принса в Минниаполисе, 1979 год

For You был выпущен 7 апреля 1978 года, за два месяца до 20-летия артиста. На выпуск альбома Принс потратил сумму, в три раза превысившую заложенный бюджет.
По мнению критиков, альбом продемонстрировал потенциал Принса и был назван «многообещающим». С альбома был выпущен сингл «Soft and Wet».

## Список композиций
Слова и музыка всех песен — Принс.
| №  | Название                         | Автор(ы) | Длительность |
| -- | -------------------------------- | -------- | ------------ |
| 1. | «For You»                        |          | 1:06         |
| 2. | «In Love»                        |          | 3:38         |
| 3. | «Soft and Wet» (Принс, Крис Мун) |          | 3:01         |
| 4. | «Crazy You»                      |          | 2:17         |
| 5. | «Just as Long as We're Together» | Prince   | 6:24         |

| №  | Название             | Длительность |
| -- | -------------------- | ------------ |
| 1. | «Baby»               | 3:09         |
| 2. | «My Love Is Forever» | 4:09         |
| 3. | «So Blue»            | 4:26         |
| 4. | «I'm Yours»          | 5:01         |

## Чарты
| Год  | Чарт          | Высшая позиция |
| ---- | ------------- | -------------- |
| 1978 | Billboard 200 | 163            |
| 2016 | SNEP          | 200            |
| 2016 | OCC           | 156            |
| 2016 | Billboard 200 | 138            |